# Gangódži
Gangódži (japonsky 元興寺) je starobylý buddhistický chrám ve městě Nara, Japonsko. Je počítán mezi sedm velkých narských chrámů (南都七大寺, Nanto šičidaidži).
Gangódži se skládá ze tří částí. Jednou z nich je velmi dobře zachované Gokurakubo. Společně se zenovou místností je japonským Národním pokladem.
V roce 1998 byl chrám Gangódži, spolu s několika dalšími památkami v Naře, zapsán na Seznam světového dědictví UNESCO pod společným označením Památky na starobylou Naru.